# Otto Stern
Otto Stern (Żory, Felső-Szilézia 1888. február 17. – Berkely, Kalifornia, 1969. augusztus 17.) német származású, 1933-ban az Egyesült Államokba emigrált fizikus. „A molekulasugár-módszer kifejlesztéséért és a proton mágneses momentumának felfedezéséért” 1943-ban fizikai Nobel-díjjal tüntették ki.

## Élete
1906-ig a breslaui gimnáziumban tanult. Számos természettudományi témájú előadást végighallgatott Münchenben és Freiburgban, míg végül  a fizikai kémia mellett döntött: 1906-ban kezdte tanulmányait és 1912-ben szerzett doktori címet a Breslaui Egyetemen. Ugyanebben az évben Albert Einsteinhez ment a prágai Károly Egyetemre, majd 1913-ban követte őt Zürichbe a Svájci Szövetségi Műszaki Főiskolára. 1914-ben Frankfurtba ment, ahol termodinamikai munkákba kezdett, majd Max Bornnál tudományos fokozatot szerzett fizikai kémiában és elméleti fizikában (1915). Az első világháború idején (1914–1918) altisztként, geológusként szolgált Łomżában (Lengyelország). A háború után visszatért Frankfurtba, ahol professzori címet kapott.
1921-ben a Rostocki Egyetem meghívására a kísérleti fizika tanszék professzora, 1923-ban pedig a Hamburgi Egyetem újonnan alapított fizikai kémia intézetének (Institut für physikalische Chemie) professzora és igazgatója (1923) lett. Itt együtt dolgozott Walter Baade csillagásszal, Erich Hecke matematikussal és Wolfgang Pauli fizikussal. Hamburgban dolgozta ki a molekulasugár módszerét, amellyel igazolta a gázrészecskék sebességeloszlására vonatkozó összefüggéseket és 1933-ban kimérte a proton mágneses nyomatékát. (Louis Dunoyer már 1911-ben rámutatott arra, hogy az atomok, illetve a molekulák egy vákuumkamrában egyenes pályát követnek; munkája csaknem teljesen feledésbe merült, míg Stern a módszert a szabad atomok tulajdonságainak vizsgálataihoz fel nem használta.)
Zsidó származása miatt 1933-ban az Egyesült Államokba emigrált, 1939-ben amerikai állampolgár lett. 1945-ig kutatóprofesszorként dolgozott a Carnegie Intézetben Pittsburghben.

## Stern–Gerlach kísérlet
A kísérlet célja a tér és a töltéssel rendelkező rotáló testek közti kölcsönhatás tanulmányozása volt. Otto Stern és Walther Gerlach érdeme annak kimutatása, hogy az elektronnak saját mágneses nyomatéka is van. Kísérletük eredményét Bohr és Sommerfeld kutatásainak eredményével akarták összehasonlítani.
Híres kísérletükben alapállapotú ezüstatomokból álló nyalábot állítottak elő párologtatással egy kályha segítségével. Az esetleges mágneses dipólusok kimutatása érdekében inhomogén mágneses téren vezették át a semleges ezüstatomokat. Ebben az ezüstatomoknak a klasszikus elképzelés szerint nem lehetett mágneses nyomatéka, az eredménynek egy elmosódott foltnak kellett volna lennie. A nyaláb viszont két részre hasadt, vagyis az ernyőn két folt keletkezett. 
Samuel Goudsmit és George Uhlenbeck az elektron spinjének feltételezésével meg tudta magyarázni a kapott képet. A kvantummechanika szerint ugyanis az ezüstatom elektronjának nincs pályamágneses nyomatéka (l=0). Így a mágneses nyomaték csak a legkülső elektron saját perdületéhez (spinjéhez) kapcsolódó mágneses nyomatékától származhat, amelyiknek beállása a külső inhomogén mágneses térhez képest kétféle lehet, párhuzamos, vagy ellentétes. A kísérlet során ezért hasadt két részre a részecskenyaláb.